# Åsyn - Åsted
Åsyn - Åsted er en eksperimentalfilm instrueret af Ane Mette Ruge efter manuskript af Ane Mette Ruge.

## Handling
I »Åsyn - Åsted« bruger Ane Mette Ruge et endoskop til at udforske det indre af lommer, sko, porcelænsfigurer o.a. Sammen med stillestående billeder af stejle, øde fjeldtoppe og drivende skyer danner disse nærbilleder af det hidtil usete rammen om en række tekster. Teksterne handler (som titlen antyder), om det sted, hvor noget er sket (åsted), og om det vi ikke kan kende (Guds åsyn). Fælles for de to begreber er idéen om, at noget - det væsentligste - er skjult for os. Gennem ultranærbilleder, f.eks. af en finger der dyppes i vand, bliver hverdagslige ting fremmede og ukendte. Deres skjulte forestillingsindhold vækkes og kontrasteres med billeder af uindtagelig, selvberoende natur. Det er en billedkunstnerisk orienteret video, der handler om det umulige blik - verdens, naturens eller Guds åsyn. Et sådant blik, der ser og véd, hvad der sker på åstedet og i klipperevnen samtidig, er det »fantasme« Ane Mette Ruge ironisk og nysgerrigt sætter op overfor menneskets nærsynethed.